# Ở hai đầu nỗi nhớ (bài thơ)
Ở hai đầu nỗi nhớ là một bài thơ của nhà báo Trần Đình Chính, được nhạc sĩ Phan Huỳnh Điểu phổ nhạc. Đây là bài thơ đã đạt kỷ lục trong lĩnh vực sở hữu trí tuệ với giá bản quyền cao nhất hiện nay ở Việt Nam.

## Bài thơ
Bài thơ "Ở hai đầu nỗi nhớ" được nhà báo Trần Đình Chính sáng tác vào mùa hè năm 1980, chỉ sau 8 phút. Bài thơ là mối tình đầu của ông với một cô sinh viên văn khoa Sài Gòn đi cùng đoàn của Sở Thương nghiệp sang Campuchia xây dựng mạng lưới bán hàng.
Năm 1984, bài thơ lần đầu được đăng trên báo Nhân dân.

### Tác giả
Nhà báo, nhà thơ Trần Đình Chính sinh năm 1955, bút danh Trần Hoài Thu. Ông là bộ đội thông tin trong Chiến tranh Việt-Mỹ, chiến đấu ở các tỉnh đồng bằng Sông Cửu Long. Sau chiến tranh, ông theo học và tốt nghiệp khoa ngữ văn Trường đại học Tổng hợp Hà Nội. Sau đó ông làm phóng viên của Báo Nhân dân. Ông ở Hà Nội và đã hai lần lập gia đình. Ông có hai con với người vợ trước (con gái lớn đã lập gia đình, con trai đang học đại học) và một con gái 8 tuổi với người vợ sau. 
Trần Đình Chính đã có 40 năm làm phóng viên cho Báo Nhân dân. Năm 2009, ông phát bệnh thận và bệnh tiểu đường biến chứng khiến đôi mắt gần như không nhìn thấy gì.
Do thiếu tiền chữa bệnh, phải chạy thận thường xuyên nên ông buộc lòng phải đem bài thơ "Ở hai đầu nỗi nhớ " ra bán bản quyền, lấy tiền chữa bệnh. Khi biết được thông tin về trường hợp của tác giả Trần Đình Chính, ông Nguyễn Xuân Hàn, một doanh nhân ở Thành phố Hồ Chí Minh đã đồng ý mua bản quyền của bài thơ với giá 300 triệu đồng.
Nhà thơ Trần Đình Chính cũng được nhiều nhà hảo tâm giúp đỡ để chữa bệnh hiểm nghèo. Trung tâm bảo vệ quyền tác giả âm nhạc Việt Nam (VCPMC) đã chuyển toàn bộ số tiền thu được trong 10 năm của bài thơ cho ông(Dù ông chưa ký hợp đồng ủy thác quyền cho VCPMC, nhưng bài thơ này đã được nhạc sĩ Phan Huỳnh Điểu phổ nhạc và nhạc sĩ Phan Huỳnh Điểu đã là thành viên của VCPMC).
Vì bệnh nặng nên ông đã qua đời ngày 9 tháng 5 năm 2014.

### Phổ nhạc
Năm 1987, bài thơ đã được nhạc sĩ Phan Huỳnh Điểu phổ nhạc và trở thành bài thơ, bài hát được nhiều người yêu thích. Có nhiều ca sĩ đã hát tác phẩm này, nhưng ca sĩ Bảo Yến được cho là người thể hiện thành công nhất.
Nhạc sĩ Phan Huỳnh Điểu nhận xét rằng: "Điểm đặc biệt của "Ở hai đầu nỗi nhớ" là càng trải qua thời gian càng có thêm nhiều người yêu mến. Trong sự nghiệp sáng tác âm nhạc của mình, "Ở hai đầu nỗi nhớ" là bài thơ, bài hát mà tôi yêu thích nhất.".

### Cảm nhận
Phần trích sau đây của bài thơ được lấy từ trang web của Hội nhà Văn Thành phố Hồ Chí Minh:
Có một không gian nào 
Đo chiều dài nỗi nhớ
Có khoảng mênh mông nào 
Sâu thẳm hơn tình thương
...
Ở đầu này nỗi nhớ 
Anh mơ về bên em
Ngôi sao như xuống thấp 
Cho ta gần nhau hơn.
Nhà thơ Phạm Tiến Duật đã đánh giá: "Bài thơ "Ở hai đầu nỗi nhớ" thật sự là một tác phẩm thơ xuất sắc và được nhớ. Bài thơ đã đạt đến đỉnh cao của "nghệ thuật sử dụng ngôn từ"." Không ồn ào, không nỉ non, những từ ngữ trong sáng, mượt mà đẹp như những áng thơ, bản thân nó đã toát lên vẻ thanh khiết của một mối tình". Bài thơ là tiếng nói đầy ắp yêu thương của tình yêu và nỗi nhớ. Cái dạt dào tình thương đã vượt lên trên tất cả là niềm tin, niềm hy vọng ở một tình yêu được hội tụ bởi tinh hoa của trời và đất, của con người với con người....
Nhà báo Thép Mới từng viết: ""Đời mỗi người làm văn, làm thơ, làm báo cũng chỉ cần một tác phẩm như "Ở hai đầu nỗi nhớ" là đủ".".
Nhà thơ Nguyễn Đỗ Bảo Trân (Bay Capital Danang) cảm khái: "Nỗi nhớ như một sợi dây mà hai đầu là hai đối tượng yêu nhau quyết liệt, không thể buông rời."

## Kỷ lục trong lĩnh vực sở hữu trí tuệ
Ngày 13 tháng 01 năm 2013, bản quyền bài thơ "Ở hai đầu nỗi nhớ" chính thức được bán với giá 300 triệu đồng (nộp thuế 30 triệu) cho ông Nguyễn Xuân Hàn, trước sự chứng kiến của Trung tâm quyền tác giả Âm nhạc Việt Nam. Với giá trị bản quyền 300 triệu đồng, bài thơ "Ở hai đầu nỗi nhớ" đã vượt giá trị thương mại so với bài thơ từng được bán bản quyền trước đó là bài Màu tím hoa sim của Hữu Loan vào năm 2004.
Ngày 25 tháng 04 năm 2013, tổ chức Kỷ lục Việt Nam cùng Cục Sở hữu Trí tuệ - Bộ Khoa học, Công nghệ và Cục Bản quyền tác giả - Bộ Văn hóa, Thể thao và Du lịch đã chọn bài thơ "Ở hai đầu nỗi nhớ" là một trong 10 kỷ lục Việt Nam thuộc lĩnh vực sở hữu trí tuệ lần thứ 2 năm 2013. Đây là kỷ lục nhằm tôn vinh những giá trị của Sở hữu trí tuệ do các tổ chức, cá nhân Việt Nam tạo ra.